# Georges Prêtre
Pour les articles homonymes, voir Prêtre (homonymie).
Répertoire
- La Voix humaine de Francis Poulenc
- Symphonie no 4 de Marcel Landowski

Georges Prêtre, né le 14 août 1924 à Waziers (Nord) et mort le 4 janvier 2017 à Castres (Tarn),, est un chef d'orchestre français.

## Biographie

### Famille et formation
Né d'un père bottier, Georges Prêtre découvre sa passion pour la musique à sept ans et demi.
Il étudie le piano au conservatoire de Douai puis intègre le Conservatoire de Paris en 1944 où il remporte un premier prix de trompette. À ses débuts, il lui arrive de jouer dans des formations de jazz. Il étudie l'harmonie avec Maurice Duruflé et envisage une carrière de compositeur. Il composera deux opérettes sous le pseudonyme de Georges Dherain,,.
À 19 ans, il se découvre une passion pour la direction d'orchestre et se rapproche du grand chef d'orchestre André Cluytens. Un autre de ses maîtres sera Olivier Messiaen.

### Vie privée
Il a été brièvement marié à la mezzo-soprano Suzanne Lefort du 21 juin 1947 au 6 décembre 1949, avant d'épouser le 20 avril 1950 la soprano Gina Marny, fille du directeur de l'opéra municipal de Marseille, Jean Marny. Le couple a eu deux enfants, Isabelle et Jean-Reynald (mort en 2012).

### Carrière
Il fait ses débuts en 1946 à l'opéra de Marseille, puis dirige à Lille en 1948 avant d'être engagé au Capitole de Toulouse de 1951 à 1955. Il entre en 1956 à l'Opéra-Comique, où il crée notamment La Voix humaine de Francis Poulenc en 1959, puis à l'Opéra Garnier où il demeure jusqu'en 1963.
Sa carrière internationale débute en 1962 quand il devient chef associé de l'orchestre philharmonique royal de Londres. En 1970, il est directeur musical de l'Opéra de Paris avant de démissionner l'année suivante. En 1986, il est nommé premier chef invité de l'Orchestre symphonique de Vienne.
Chef d'orchestre préféré de Francis Poulenc et de Maria Callas, il dirige les derniers concerts de la diva à Paris et Londres.
En 1988, il crée la Symphonie no 4 de Marcel Landowski.
Le 13 juillet 1989, il dirige la soirée inaugurale de l'opéra Bastille en présence du président de la République François Mitterrand.
Au cours de sa carrière, il dirige la plupart des grands orchestres  internationaux, de l'orchestre de La Scala de Milan à celui de la Société des concerts du Conservatoire avec lequel il enregistre le Concerto pour piano de Francis Poulenc. Chef éclectique, il dirige aussi à Vienne, en 1962, L'Opéra d'Aran de Gilbert Bécaud.
Georges Prêtre dirigea de très nombreuses fois la soprano française Mady Mesplé. 
En 1994, il dirige à Turin le premier concert du nouvel orchestre symphonique national de la RAI aux côtés de Giuseppe Sinopoli.
Georges Prêtre a dirigé deux concerts à Douai, sa région natale : l’un en juin 1988 avec le Wiener Symphoniker  (Une vie de héros de Richard Strauss et la Symphonie no 1 de Johannes Brahms), l’autre en février 1996, avec l’Orchestre national de Lille (Danses hongroises de Brahms, La Mer de Claude Debussy, suite de valses du Rosenkavalier de Strauss et La Valse de Maurice Ravel).
Il dirige l'Orchestre philharmonique de Vienne pour la première fois en 1963 ; il est le premier (et seul) chef français à les diriger pour leur concert du nouvel an, en 2008 puis en 2010.  Il les dirige encore en 2013 au Théâtre des Champs-Élysées de Paris.Il a également dirigé le concert du nouvel an de La Fenice à Venise le 1er janvier 2009.
La Société philharmonique de Vienne annonce sa mort le 4 janvier 2017.

## Décoration et distinctions
- Grand officier de la Légion d'honneur depuis 2009.
- Commandeur de l'ordre national du Mérite (1995)[15]
- Croix d’Honneur pour les Sciences et l’Art (Autriche)[16].
- Grand officier de l'ordre du Mérite de la République italienne‎[17] depuis 1991.
- Chef d'orchestre d'honneur de l'orchestre symphonique de Vienne depuis 1991[18].
- Membre d'honneur de la Société philharmonique de Vienne.
- Coprésident de l'association L'Art du chant français (ACF) avec le chanteur Michel Sénéchal.

## Hommages
- La salle municipale du village de Navès, village où il résidait et où il est inhumé, porte son nom.
- Un centre culturel, qu'il inaugure le 14 novembre 2009, porte son nom à Waziers, sa ville natale.
- L'esplanade devant le conservatoire à rayonnement régional de Douai est dénommée « parvis Georges-Prêtre ».
- La bibliothèque municipale de Louveciennes a été renommée « Médiathèque Georges-Prêtre ».
- Parrain de la promotion 2012 d'ingénieurs de l'Ecole des Mines de Douai (aujourd'hui IMT Nord Europe).

## Créations
Sous sa direction, ont été créées plusieurs œuvres lyriques :
- Les Troyens d'Hector Berlioz (1969)
- La Voix humaine de Francis Poulenc (1959).
- Gloria de Francis Poulenc (févr. 1961, création européenne).
- L'Opéra d'Aran de Gilbert Bécaud (1962), au Théâtre des Champs-Élysées à Paris[19].
- Répons des ténèbres, de Francis Poulenc (décembre 1963, création européenne après la création mondiale à New-York).